# منتخب الآراميين السوروي لكرة القدم
منتخب الآراميين السوروي لكرة القدم هو منتخب يمثل السريان الآراميين في العالم، هذا المنتخب ليس عضو في الفيفا ويشارك في بطولة كأس العالم للأقاليم منذ سنة 2008.